# Departamento de Transporte de Wisconsin
El Departamento de Transporte de Wisconsin (en inglés: Wisconsin Department of Transportation, WisDOT) es la agencia estatal gubernamental encargada en la construcción y mantenimiento de toda la infraestructura ferroviaria, carreteras estatales; así como sus autopistas federales, locales e interestatales, y transporte aéreo del estado de Wisconsin. La sede de la agencia se encuentra ubicada en Madison, Wisconsin y su actual director es Mark Gottlieb.